# John Iredale
John Warwick Iredale est un footballeur professionnel australien. Il joue actuellement comme attaquant pour Séoul E-Land FC  et pour l'équipe d'Australie.